# Florence Lassarade

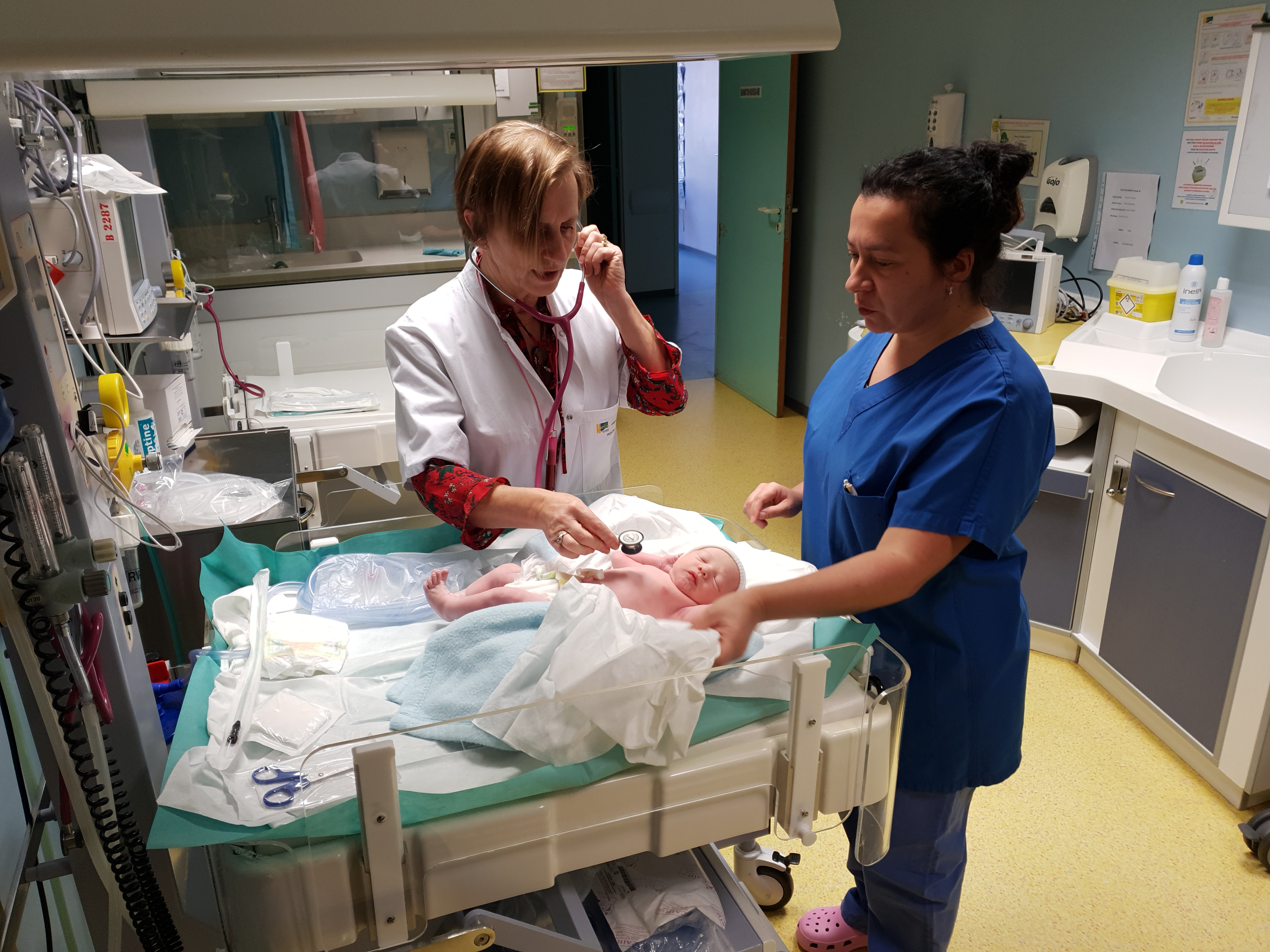
Florence Lassarade à la maternité de l'hôpital de Langon en 2019.

Florence Lassarade, née le 18 août 1957 à Bordeaux, est une femme politique française.

## Biographie
De 1987 à 2020, elle exerce en tant que pédiatre à Langon.
Le 1er octobre 2017, elle devient sénatrice de la Gironde à la suite de la démission de Gérard César, l'un des 41 sénateurs à avoir choisi de privilégier ses mandats locaux en application de la loi du 14 février 2014 sur le non-cumul des mandats en France. Elle-même estime que la loi de non cumul des mandats est un frein notamment à l'ancrage local.
Adjointe au maire aux finances à Saint-Macaire de 2008 à 2017, elle reste conseillère municipale de Saint-Macaire et elle est membre de la communauté de communes du Sud Gironde.
En septembre 2020, elle est réélue sénatrice,.
Début décembre 2020, elle est nommée co-rapporteur de l’Office parlementaire d’évaluation des choix scientifiques et technologiques (Opecst) qui doit informer le Parlement sur les aspects scientifiques concernant la stratégie vaccinale contre le Covid,,.
En 2023, elle est élue présidente de la fédération des Républicains (LR) de la Gironde.
Elle est rapporteure au nom de la commission des affaires sociale du Projet de loi relatif aux jeux Olympiques et Paralympiques de 2024,.
En 2024, elle s’est abstenue de voter contre l’introduction de « la liberté garantie à la femme d’avoir recours à une interruption volontaire de grossesse » dans la constitution. Elle explique son abstention par l’absence d’une clause de conscience pour les médecins. Elle justifie l'importance de la clause de conscience notamment par l'augmentation en 2022 du délai légal de l’interruption volontaire de grossesse de douze à quatorze semaines, le foetus ressemblant à ce stade selon elle à un bébé. Elle affirme par ailleurs que la réforme constitutionnelle ne garantirait pas l’accès de toutes les femmes à l’IVG, car les petites structures manquent de moyens, ce qui éloigne les femmes rurales de la possibilité d’avorter,,.